# موتومی ساکای
موتومی ساکای (انگلیسی: Motoki Sakai؛ زادهٔ ۱۰ نوامبر ۱۹۹۵) بازیکن هندبال اهل ژاپن است.